# Омелянівська сільська рада (Козелецький район)
Омеля́нівська сільська́ ра́да — адміністративно-територіальна одиниця та орган місцевого самоврядування в Козелецькому районі Чернігівської області. Адміністративний центр — село Омелянів.

## Загальні відомості
- Населення ради: 784 особи (станом на 2001 рік)

## Населені пункти
Сільській раді підпорядковані населені пункти:
- с. Омелянів
- с-ще Калитянське
- с. Привітне

## Склад ради
Рада складається з 12 депутатів та голови.
- Голова ради: Шиян Раїса Іллівна
- Секретар ради: Орішко Раїса Іллівна

### Керівний склад попередніх скликань
| Прізвище, ім'я, по батькові | Основні відомості                                                                     | Дата обрання | Дата звільнення |
| --------------------------- | ------------------------------------------------------------------------------------- | ------------ | --------------- |
| Артюх Микола Костянтинович  | Сільський голова, 1951 року народження, освіта середня загальна, безпартійний         | 26.03.2006   | 31.10.2010      |
| Артюх Микола Костянтинович  | Сільський голова, 1951 року народження, освіта середня загальна, член Партії регіонів | 31.10.2010   | 28.03.2014      |
| Шиян Раїса Іллівна          | Сільський голова, 1963 року народження, освіта середня спеціальна, позапартійна       | 26.10.2014   |                 |

Примітка: таблиця складена за даними сайту Верховної Ради України

### Депутати
За результатами місцевих виборів 2010 року депутатами ради стали:

#### За суб'єктами висування
| Суб'єкт висування                                  | Кількість обраних депутатів | %    |
| -------------------------------------------------- | --------------------------- | ---- |
| Самовисування                                      | 5                           | 41,7 |
| Соціалістична партія України                       | 4                           | 33,3 |
| Партія регіонів                                    | 2                           | 16,7 |
| Політична партія Конгрес Українських Націоналістів | 1                           | 8,3  |

#### За округами
| № округу                                           | Прізвище, ім'я, по батькові   | Дата визнання обраним | Освіта             | Партійна приналежність                  | Відомості про обраного депутата                  |
| -------------------------------------------------- | ----------------------------- | --------------------- | ------------------ | --------------------------------------- | ------------------------------------------------ |
| Партія регіонів                                    |                               |                       |                    |                                         |                                                  |
| 5                                                  | Дьомін Іван Володимирович     | 01.11.2010            | вища               | член Партії регіонів                    | Київ «Укрнафто-газ», менеджер                    |
| 7                                                  | Бойко Степан Степанович       | 01.11.2010            | середня            | член Партії регіонів                    | пенсіонер                                        |
| Політична партія Конгрес Українських Націоналістів |                               |                       |                    |                                         |                                                  |
| 12                                                 | Сащенко Сергій Миколайович    | 01.11.2010            | середня            | член Конгресу Українських Націоналістів | Омелянівська пошта, завідувачка                  |
| Соціалістична партія України                       |                               |                       |                    |                                         |                                                  |
| 1                                                  | Любенко Владислав Григорович  | 01.11.2010            | вища               | член Соціалістичної партії України      | пенсіонер                                        |
| 2                                                  | Оришко Раїса Іллівна          | 01.11.2010            | середня спеціальна | член Соціалістичної партії України      | Сільська рада, секретар                          |
| 6                                                  | Грецький Анатолій Іванович    | 01.11.2010            | вища               | член Соціалістичної партії України      | Калитаянська кролеферма, охоронець               |
| 8                                                  | Сорока Микола Миколайович     | 01.11.2010            | середня спеціальна | член Соціалістичної партії України      | Сільська рада, землевпорядник                    |
| Самовисування                                      |                               |                       |                    |                                         |                                                  |
| 3                                                  | Сорока Людмила Василівна      | 01.11.2010            | середня            | позапартійна                            | Відділення зв'язку, листоноша                    |
| 4                                                  | Бєлінський Ярослав Вікторович | 01.11.2010            | середня            | позапартійний                           | Омелянівській Свято Покровський Храм, настоятель |
| 9                                                  | Лазарик Наталія Михайлівна    | 01.11.2010            | вища               | член Партії регіонів                    | тимчасово не працює                              |
| 10                                                 | Головня Ольга Михайлівна      | 01.11.2010            | середня            | позапартійна                            | тимчасово не працює                              |
| 11                                                 | Парубець Тамара Миколаївна    | 01.11.2010            | середня спеціальна | позапартійна                            | пенсіонер                                        |